# アリーシャ・クラス
アリーシャ・クラス（Alisha Klass、1972年1月3日 - ）は、アメリカ合衆国出身のポルノ女優。

## 来歴
1997年頃からポルノ映画への出演を開始し、プレイボーイの『インサイド・アダルト』というテレビ番組の司会を務めた。短期間ではあったものの、ロサンゼルスでアダルトラジオ番組の司会を務めたこともあった。
1999年にAVNアワードの最優秀新人女優賞を獲得し、2012年にはAVN殿堂として顕彰された。

## 私生活
1997年の前半頃からゴンゾポルノの監督、シーモア・バッツと交際していたが、2000年の8月をもって離別。 2001年には短期間ながら俳優のブルース・ウィリスと交際していた時期もあった。

## 受賞
- 1997年 XRCO Best Anal Sex Scene 『Behind the Sphinc Door』（トム・バイロンと共に）[4]
- 1998年 XRCO Best Anal or D.P. Scene 『Tushy Heaven』（サマンサ・スタイル (Samantha Stylle)、ショーン・マイケルズと共に）[4]
- 1998年 XRCO Best Girl-Girl Scene 『Tampa Tushy Fest 1』（クロエと共に）[4]
- 1999年 AVN Best Anal Sex Scene - Video 『Tushy Heaven』（サマンサ・スタイル、ショーン・マイケルズと共に）[5]
- 1999年 AVN Best Group Sex Scene - Video 『Tushy Heaven』（ショーン・マイケルズ、サマンサ・スタイル、ハリー・アストン (Halli Aston)、ウェンディ・ナイトと共に）[5]
- 1999年 AVN最優秀新人賞[5]
- 1999年 FOXE Female Fan Favorite（クリスティ・レイク、ステイシー・ヴァレンタインとタイ）[6]
- 2000年 AVN Best All-Girl Sex Scene - Video 『Tampa Tushy Fest』（クロエと共に）[5]
- 2001年 AVN Best Group Sex Scene - Video 『Mission to Uranus』（マケイラ・マシューズ (McKayla Matthews)、Hakan Serbesと共に)[5]
- 2012年 AVN殿堂